# Mixstafett i skidskytte vid olympiska vinterspelen 2014

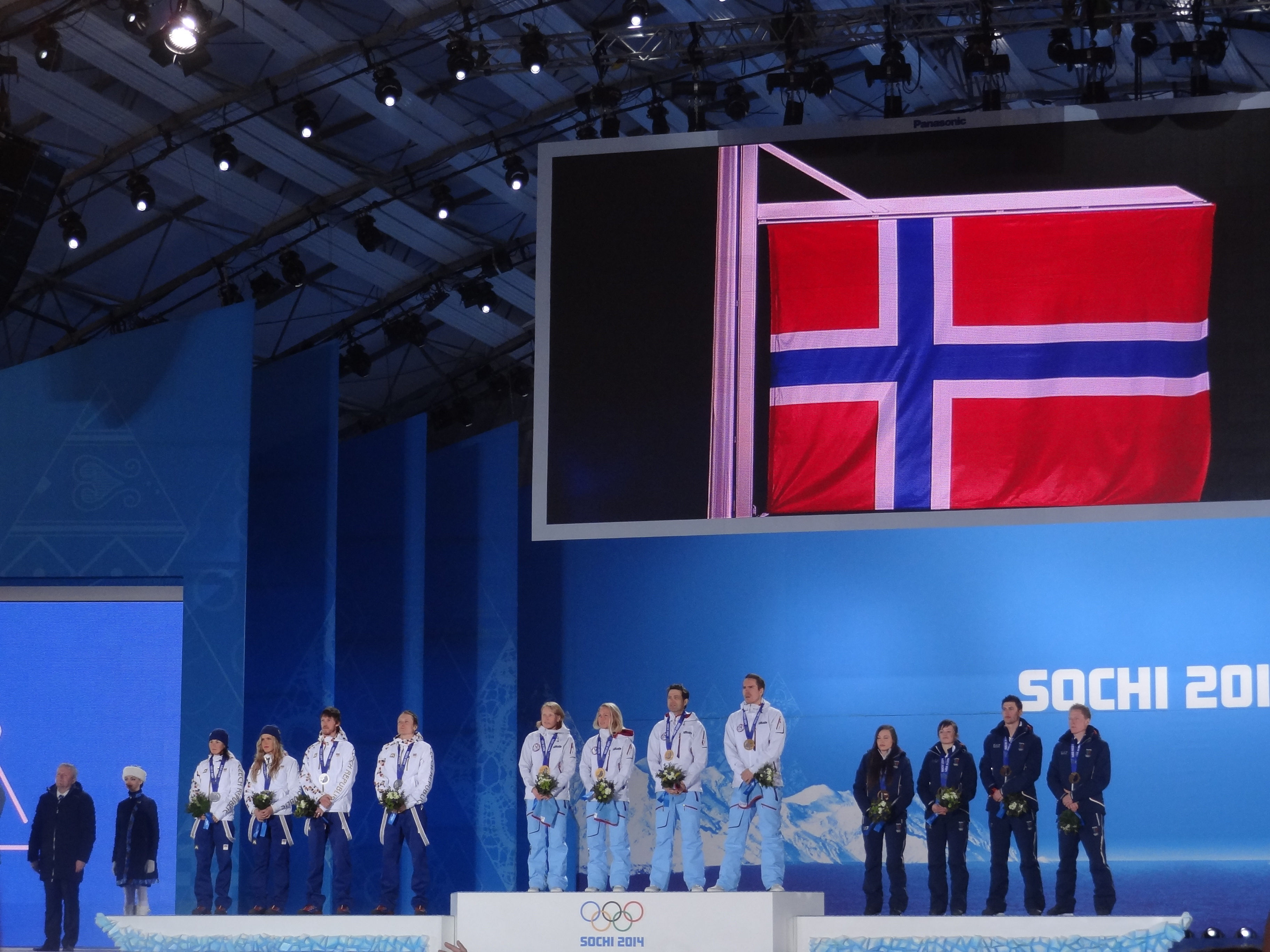
Medaljörerna.

Mixstafett i skidskytte vid olympiska vinterspelen 2014 hölls på anläggningen Laura längdåknings- och skidskyttekomplex i närheten av Krasnaja Poljana i Ryssland, ca 60 km från Sotji den 19 februari 2014. Distansen var 2 × 6 km + 2 × 7,5 km. Detta var första gången en mixstafett kördes i OS-sammanhang.

## Resultat
16 lag med sammanlagt 64 tävlande deltog i mixstafetten
| Pl. | Start- nummer | Land                                                                               | Tid                                       | Skjutningar (L+S)                        | Tidsmarginal |
| --- | ------------- | ---------------------------------------------------------------------------------- | ----------------------------------------- | ---------------------------------------- | ------------ |
| 1   | 2             | Norge Tora Berger Tiril Eckhoff Ole Einar Bjørndalen Emil Hegle Svendsen           | 1.09.17,0 15.55,6 16.11,9 17.50,9 19.16,6 | 0+0 0+2 0+0 0+2 0+0 0+0                  | —            |
| 2   | 1             | Tjeckien Veronika Vítková Gabriela Soukalová Jaroslav Soukup Ondřej Moravec        | 1.09.49,6 16.01.9 16.05,5 18.33,1 19.08,1 | 0+4 0+3 0+0 0+1 0+3 0+0 0+1 0+1 0+0 0+1  | +32,6        |
| 3   | 4             | Italien Dorothea Wierer Karin Oberhofer Dominik Windisch Lukas Hofer               | 1.10.15,2 15.57,9 16.28,0 18.46,6 19.02,7 | 0+1 0+5 0+0 0+1 0+0 0+1 0+1 0+3 0+0 0+0  | +58,2        |
| 4   | 6             | Ryssland Olga Zajtseva Olga Viluchina Jevgenij Garanichev Anton Sjipulin           | 1.11.04,4 16.35,7 16.39,3 19.08,2 18.41,2 | 0+2 1+6 0+1 0+2 0+1 0+1 0+0 1+3 0+0 0+0  | +1.47,4      |
| 5   | 12            | Slovakien Jana Gereková Anastasija Kuzmina Pavol Hurajt Matej Kazár                | 1.11.04,7 16.33,1 16.33,3 18.49,3 19.09,0 | 0+5 0+5 0+3 0+2 0+2 0+0 0+0 0+2 0+0 0+1  | +1.47,7      |
| 6   | 5             | Frankrike Marie Dorin Habert Anaïs Bescond Jean-Guillaume Béatrix Martin Fourcade  | 1.12:04.3 16.18,4 17.11,9 18.37,8 19.56,2 | 1+3 0+5 0+0 0+2 1+3 0+1 0+0 0+1          | +2.47,3      |
| 7   | 3             | Ukraina Natalya Burdyga Mariya Panfilova Andrij Deryzemlja Serhij Semenov          | 1.12.05,2 16.06,4 17.07,3 19.23,0 19.28,5 | 0+2 1+6 0+0 0+1 0+1 0+1 0+0 1+3 0+1 0+1  | +2.48,2      |
| 8   | 11            | USA Susan Dunklee Hannah Dreissigacker Tim Burke Lowell Bailey                     | 1.12.20,1 16.02,5 17.55,5 19.02,9 19.19,2 | 1+8 0+5 0+2 0+1 1+3 0+1 0+3 0+1 0+0 0+3  | +3.03,1      |
| 9   | 9             | Österrike Lisa Hauser Katharina Innerhofer Daniel Mesotitsch Friedrich Pinter      | 1.12.34,8 17.39,7 16.46,3 18.38,2 19.30,6 | 0+0 1+7 0+0 1+3 0+0 0+2 0+0 0+1          | +3.17,8      |
| 10  | 8             | Belarus Liudmila Kalinchik Nastassia Dubarezava Vladimir Chepelin Jaŭhen Abramenka | 1.13.11,8 16.29,6 17.45,2 19.27,9 19.29,1 | 0+5 0+4 0+0 0+0 0+3 0+2 0+2 0+2 0+0 0+0  | +3.54,8      |
| 11  | 10            | Kanada Megan Imrie Rosanna Crawford Brendan Green Scott Perras                     | 1.13.27,7 17.49,8 16.46,6 19.00,0 19.51,3 | 0+0 0+8 0+0 0+2 0+0 0+1 0+0 0+2 0+0 0+3  | +4.10,7      |
| 12  | 13            | Schweiz Elisa Gasparin Selina Gasparin Benjamin Weger Simon Hallenbarter           | 1.13.33,9 17.27,7 16.44,3 19.12,4 20.09,5 | 0+4 0+5 0+2 0+2 0+1 0+1 0+2 0+1 0+0 0+1  | +4.16,9      |
| 13  | 14            | Polen Krystyna Pałka Magdalena Gwizdoń Łukasz Szczurek Krzysztof Pływaczyk         | 1.13.36,0 16.09,9 16.45,8 20.28,9 20.11,4 | 0+2 0+4 0+0 0+1 0+1 0+1 0+1 0+0 0+0 0+2  | +4.19,0      |
| 14  | 15            | Kazakstan Jelena Chrustaljova Darya Usanova Yan Savitskiy Anton Pantov             | 1.15.46,4 16.56,5 17.30,3 20.08,5 21.11,1 | 0+2 0+4 0+0 0+0 0+1 0+0 0+1 0+2 0+0 0+2  | +6.29,4      |
| 15  | 16            | Estland Kadri Lehtla Daria Yurlova Kauri Kõiv Daniil Steptšenko                    | LAP 17.09,6 18.58,8 19.24,8 LAP           | 4+10 1+7 0+3 0+1 1+3 0+1 0+1 0+2 3+3 1+3 | LAP          |
|     | 7             | Tyskland Evi Sachenbacher-Stehle Laura Dahlmeier Daniel Böhm Simon Schempp         | 1.10.58,3 16.27,6 16.39,0 18.38,7 19.13,0 | 0+3 0+6 0+2 0+2 0+0 0+1 0+1 0+3 0+0 0+0  | DSQ          |

DSQ = Tyskland diskvalificerades i efterhand när Evi Sachenbacher-Stehle några dagar senare stängdes av på grund av dopning.

LAP = Varvades och fick ej fullfölja loppet.